# Ogidi
Ogidi é uma cidade da Nigéria, localizada em Idemili-Norte, área de governo local no estado de Anambra, centro-sul do país. Tem uma população estimada em 70 mil habitantes.